# Дърк Къслър
Дърк Къслър (на английски: Dirk Eric Cussler) е американски писател на романи в жанра трилър.

## Биография и творчество
Дърк Къслър е роден на 1 януари 1961 г. в Нюпорт Бийч, Калифорния. Син е на известния писател на трилъри Клайв Къслър и съпругата му Барбара Найт. Има две сестри. Завършва училището в Шелтън, Кънектикът, а след това Калифорнийския университет в Бъркли с магистърска степен по бизнес администрация. Работи в продължение на много години във финансовата сфера.
От 1986 г. работи за корпорация „Motorola“ във Финикс. През 2001 г. корпорацията започва съкращения, поради промяна на пазарните условия. Къслър напуска работата си и се отдава на писането заедно с баща си и на управлението на семейните дейности.
През 1973 г. баща му Клайв Къслър стартира с романа „Средиземноморският храст“ популярната серия от техно-трилъри „Приключенията на Дърк Пит“. В тях главен герой е морския инженер, представител на правителството и авантюрист, Дърк Пит. Те могат да се определят като „океанография на Индиана Джоунс“. Героят Дърк Пит е кръстен на Дърк Къслър.
През 2001 г. с романа „Възкръсналите“ Клайв Къслър въвежда нов герой Пит-младши – син на Дърк Пит. През 2004 г. с романа „Black Win“ Клайв Къслър започва да предава „управлението“ на героя си на Дърк Къслър, като пишат поредица от съавторски произведения, а сюжета им насочва фокуса си върху Пит-младши.
Дърк Къслър е президент и член на Съвета на настоятелите на „Национална академия за морско и подводно дело“ (NUMA) – организация с нестопанска цел (501/c/3), основана от Клайв Къслър през 1979 г., която се занимава с подводна археология и се посвещава на запазването на американската морска и военноморска история. От 2004 г. Дърк е активен участник и партньор в експедициите на NUMA.
От май 2007 г. той живее със съпругата си Кери Фрей, и двете си дъщери, в новата си къща в Парадайз Вали, Аризона.

## Произведения

### серия „Приключенията на Дърк Пит“ (Dirk Pitt Adventure)
началото на серията е поставено през 1973 г. от Клайв Къслър и има до романа „Black Wind“ още 17 произведения.
За повече информация виж. биографията на Клайв Къслър.
1. Black Wind (2004) – с Клайв Къслър
2. The Treasure of Khan (2006) – с Клайв Къслър
3. Arctic Drift (2008) – с Клайв Къслър
Арктическо течение, изд.: ИК „Бард“, София (2012), прев. Боян Николаев
4. Crescent Dawn (2010) – с Клайв Къслър
Залезът на полумесеца, изд.: ИК „Бард“, София (2011), прев. Асен Георгиев
5. Poseidon's Arrow (2012) – с Клайв Къслър
Стрелата на Посейдон, изд.: ИК „Бард“, София (2013), прев. Милко Стоименов
6. Havana Storm (2014) – с Клайв Къслър
Буря в Хавана, изд.: ИК „Бард“, София (2015), прев. Владимир Германов
7. Odessa Sea (2016)
8. Celtic Empire (2018)